# Unforgettable... with Love
 (avril 2025).
La mise en forme du texte ne suit pas les recommandations de Wikipédia : il faut le « wikifier ».
Les points d'amélioration suivants sont les cas les plus fréquents :
- Les titres sont pré-formatés par le logiciel. Ils ne sont ni en capitales, ni en gras.
- Le texte ne doit pas être écrit en capitales (les noms de famille non plus), ni en gras, ni en italique, ni en « petit »…
- Le gras n'est utilisé que pour surligner le titre de l'article dans l'introduction, une seule fois.
- L'italique est rarement utilisé : mots en langue étrangère, titres d'œuvres, noms de bateaux, etc.
- Les citations ne sont pas en italique mais en corps de texte normal. Elles sont entourées par des guillemets français : « et ».
- Les listes à puces sont à éviter, des paragraphes rédigés étant largement préférés. Les tableaux sont à réserver à la présentation de données structurées (résultats, etc.).
- Les appels de note de bas de page (petits chiffres en exposant, introduits par l'outil «  Source ») sont à placer entre la fin de phrase et le point final[comme ça].
- Les liens internes (vers d'autres articles de Wikipédia) sont à choisir avec parcimonie. Créez des liens vers des articles approfondissant le sujet. Les termes génériques sans rapport avec le sujet sont à éviter, ainsi que les répétitions de liens vers un même terme.
- Les liens externes sont à placer uniquement dans une section « Liens externes », à la fin de l'article. Ces liens sont à choisir avec parcimonie suivant les règles définies. Si un lien sert de source à l'article, son insertion dans le texte est à faire par les notes de bas de page.
- La présentation des références doit suivre les conventions bibliographiques. Il est recommandé d'utiliser les modèles {{Ouvrage}}, {{Chapitre}}, {{Article}}, {{Lien web}} et/ou {{Bibliographie}}. Le mode d'édition visuel peut mettre en forme automatiquement les références.
- Insérer une infobox (cadre d'informations à droite) n'est pas obligatoire pour parachever la mise en page.

Pour une aide détaillée, merci de consulter Aide:Wikification.
Si vous pensez que ces points ont été résolus, vous pouvez retirer ce bandeau et améliorer la mise en forme d'un autre article.
Albums de Natalie Cole
Good to Be Back
(1989) I've Got Love on My Mind
(1992)
Unforgettable... with Love, également connu sous le titre Unforgettable, est un album de Natalie Cole paru en 1991 qui rassemble des reprises des standards précédemment interprétés par son père, Nat King Cole. Ce sont également ses débuts avec Elektra Records, après avoir été lâchée par Capitol Records.
L'enregistrement fut un véritable succès sur les marchés pop, jazz et R&B et fut considéré comme son plus grand retour depuis ses sorties des années 1980. L'album fut certifié sept fois disque de platine à partir de 2009 par le RIAA, récompensé album de l'année au Grammy Awards de 1992, ainsi qu'enregistrement de l'année, chanteuse pop de l'année, chanson de l'année, arrangements vocaux et producteur de l'année.

## Liste des pistes
1. "The Very Thought of You" – 4:15
2. "Paper Moon" – 3:24
3. "Route 66" (L'oncle de Natalie Ike Cole joue du piano) – 3:00
4. "Mona Lisa" – 3:45
5. LOVE – 2:32
6. "This Can't Be Love" – 2:13
7. "Smile" – 3:37
8. "Lush Life" – 4:20
9. "That Sunday That Summer" – 3:31
10. "Orange Colored Sky" – 2:26
11. Medley: "For Sentimental Reasons"/"Tenderly"/"Autumn Leaves" – 7:26
12. "Straighten Up and Fly Right" – 2:40
13. "Avalon" – 1:51
14. "Don't Get Around Much Anymore" – 2:34
15. "Too Young" – 4:32
16. "Nature Boy" – 3:23
17. "Darling, Je Vous Aime Beaucoup" – 3:24
18. "Almost Like Being in Love" – 2:11
19. "Thou Swell" – 1:50
20. "Non Dimenticar" – 2:56
21. "Our Love Is Here to Stay" – 3:28
22. "Unforgettable" (duo avec Nat King Cole) – 3:29

## Certifications
| Pays                    | Certification |
| ----------------------- | ------------- |
| Australie (ARIA)        | 5 × Platine   |
| Canada (Music Canada)   | 4 × Platine   |
| États-Unis (RIAA)       | 7 × Platine   |
| Nouvelle-Zélande (RMNZ) | Platine       |
| Pays-Bas (NVPI)         | Or            |
| Royaume-Uni (BPI)       | Or            |
| Suisse (IFPI)           | Or            |